# Larry Foust
Lawrence Michael "Larry" Foust (ur. 24 czerwca 1928 w Painesville, zm. 27 października 1984 w Pittsburghu) – amerykański koszykarz, środkowy, uczestnik spotkań gwiazd NBA, wybierany do składów najlepszych zawodników ligi.
Został wybrany w drafcie 1950 roku przez zespół Chicago Stags, ten jednak został rozwiązany, w wyniku czego Foust stał się zawodnikiem Fort Wayne Pistons.
22 listopada 1950 zdobył zwycięskie punkty w wygranym 19-18 spotkaniu z Minneapolis Lakers, które przeszło do historii NBA, jako mecz z najniższym indywidualnym oraz łącznym dorobkiem punktowym obu drużyn.

## Osiągnięcia

### NBA
- 4-krotny wicemistrz NBA (1955, 1956, 1959, 1961)[2]
- 8-krotnie wybierany do udziału w NBA All-Star Game (1951–56, 1958–59)[3]
- Wybrany do:
  - I składu NBA (1955)[1]
  - II składu NBA (1952)[1]
- Lider NBA w:
  - zbiórkach (1952)[4]
  - skuteczności rzutów z gry (1955)[5]